# Paryphoconus oliveirai
Paryphoconus oliveirai är en tvåvingeart som beskrevs av Lane 1956. Paryphoconus oliveirai ingår i släktet Paryphoconus och familjen svidknott. Inga underarter finns listade i Catalogue of Life.